# Магомедов, Магомед-Расул Дибирович
Магомед-Расул Дибирович Магомедов (род. 22 февраля 1953, с. Итля, Хунзахский район, Дагестанская АССР, РСФСР, СССР) — российский биолог, заведующий кафедрой экологии, доктор биологических наук, профессор, член-корреспондент Российской академии наук (РАН). Основные работы по экологии растительноядных млекопитающих, изучению состояния их популяций в зависимости от кормовых ресурсов. Директор Прикаспийского института биологических ресурсов Дагестанского научного центра РАН (ПИБР ДНЦ РАН).

## Биография
Родился 22 февраля 1953 года в с. Итля Хунзахского района. С 30 мая 1997 года избран членом-корреспондентом РАН по Отделению общей биологии. Директор ПИБР ДНЦ РАН. Избран федеральным экспертом научно-технической сферы (2012—2015) и национальным экспертом по биоразнообразию.
Магомед-Расул Магомедов является специалистом в области общей и популяционной экологии, механизмов функционирования и устойчивости наземных экосистем, изучения потоков энергии. Заведующий кафедрой общей экологии ДГУ. Им подготовлены 5 докторов и 14 кандидатов наук. Он является членом редколлегий «Юг России. Экология, развитие», «Зоологического журнала», «Вестника ЮНЦ РАН». Член редакционного совета «Вестника ДНЦ РАН».
Им исследованы параметры среды обитания, состояние, особенности структурно-функциональной организации и ресурсный потенциал 9 подвидов 6 наиболее массовых ландшафтных видов горных козлов и баранов экосистем Центральной Азии, Кавказа, Юга Сибири и Камчатки. Магомед-Расул Магомедов работал над механизмами естественной компоновки и устойчивостью сообществ млекопитающих; оценкой факторов деградации и естественного биопродукционного потенциала пастбищных экосистем Северо-Западного Прикаспия; изучением ресурсного потенциала и структурно-функциональной организации копытных горных экосистем Кавказа и Центральной Азии и т.д.

## Труды
Магомед-Расул Магомедов является автором более 160 научных работ, 6 монографий и ряда учебно-методических пособий.
- Структурно-функциональная организация горных баранов и козлов Кавказа и Центральной Азии // Вестник ДНЦ РАН. — Вып. 47. — С. 68—80.

## Награды и премии
- Орден «За заслуги перед Республикой Дагестан» (19 января 2023) - за достигнутые трудовые заслуги и многолетнюю плодотворную работу
- «Заслуженный деятель науки Республики Дагестан»
- лауреат ежегодной премии имени академика В. Е. Соколова в области общей биологии[5]